# Scott Gibbs
Ian Scott Gibbs (Bridgend, 23 gennaio 1971) è un ex rugbista a 13 e a 15 internazionale per il Galles in entrambe le varianti della disciplina e, dopo il ritiro, dirigente d'azienda nel ramo della gestione fondi d'investimento.

## Biografia
Affacciatosi al rugby dilettantistico nelle file del Neath, Gibbs si manteneva nel frattempo agli studi esercitando il mestiere di installatore di finestre in doppio vetro.
Dopo pochi mesi dall'esordio con la prima squadra del Neath esordì anche in Nazionale gallese a Cardiff contro l'Inghilterra nel corso del Cinque Nazioni 1991 e più avanti nell'anno, prese parte alla Coppa del Mondo in Galles.
A gennaio 1992 passò allo Swansea, in cui rimase due stagioni complessivamente; nel 1993 fece parte della squadra dei British and Irish Lions che affrontò il tour in Nuova Zelanda, realizzando una meta nell'ultimo dei tre test match contro gli All Blacks .
Nel 1994 suscitò reazioni negative presso il suo club il passaggio al rugby a 13 nelle file del St Helens, squadra della omonima località del Merseyside non distante da Liverpool: data la natura dilettantistica del rugby a 15, Gibbs giocava in cambio della frequenza a corsi universitari di informatica e pubbliche relazioni, valutate in circa 35 000 sterline dell'epoca, ma alla fine del contratto Gibbs disse che una tale offerta non poteva competere con quella del St Helens, il cui contratto professionistico prevedeva una cifra annuale circa sette volte superiore a quella dei servizi offertigli.
L'addio fu polemico e il presidente dello Swansea dichiarò che Gibbs non sarebbe mai più tornato a giocare nel suo club.
Nei due anni successivi Gibbs vinse una Challenge Cup con il St Helens e disputò anche 3 incontri con la nazionale a 13 del Galles nella Coppa del Mondo 1995; nonostante le dichiarazioni fatte al momento dell'abbandono al rugby a 15, tuttavia, quando anche tale disciplina divenne professionistico Gibbs fece ritorno in Galles grazie a una liberatoria di 200 000 sterline pagata dallo stesso Swansea; il ritorno fu positivo e Gibbs, oltre a riguadagnare la Nazionale ne divenne anche il capitano in occasione del Cinque Nazioni 1997.
In quello stesso anno prese anche parte al vittorioso tour dei British Lions in Sudafrica e l'anno successivo si aggiudicò un nuovo titolo di campione gallese con lo Swansea, che aveva vinto il suo ultimo campionato nella stagione in cui Gibbs era passato al rugby a 13.
In quello stesso anno prese anche parte al vittorioso tour dei British Lions in Sudafrica e l'anno successivo si aggiudicò un nuovo titolo di campione gallese con lo Swansea, che aveva vinto il suo ultimo campionato nella stagione in cui Gibbs era passato al rugby a 13.
Terminò la sua carriera internazionale nel 2001, nel Sei Nazioni di quell'anno, contro l'Italia; a metà anno prese parte anche al tour dei Lions in Australia, pur senza prendere parte ad alcun test match. 
Dal 2001 disputò anche la Celtic League, ancora con lo Swansea, e nel 2003 si ritirò dalle competizioni per dedicarsi al mondo degli affari.
Da dopo il ritiro vive in Sudafrica ed è consulente per la promozione del marchio aziendale della compagnia di investimenti Boston.

## Palmarès

### Rugby a 13
- Challenge Cup: 1
St Helens: 1996

### Rugby a 15
- Welsh Premier Division: 4
Swansea: 1991-92, 1993-94, 1997-98, 2000-01